# Oceaanlijner

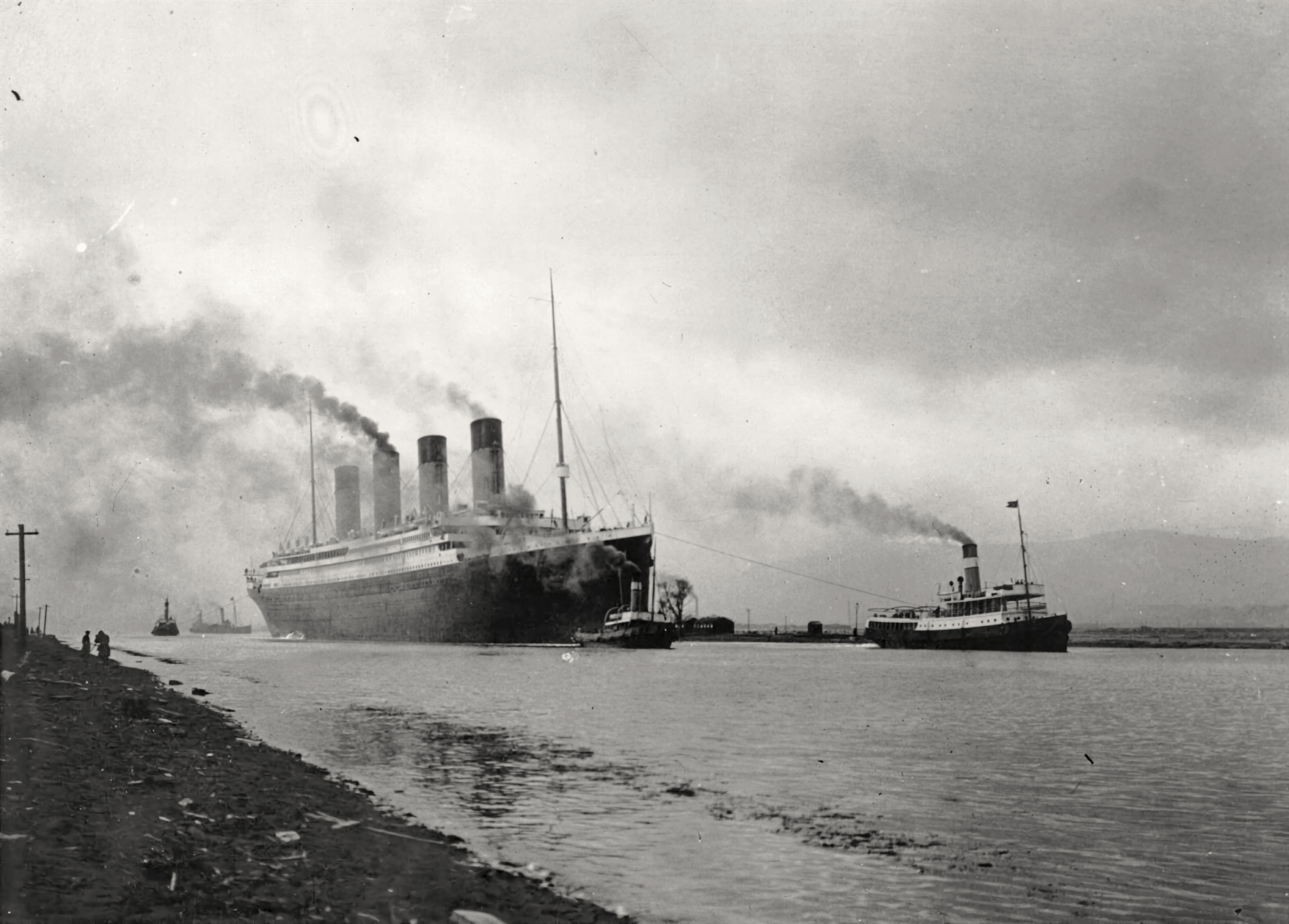
De bekendste oceaanlijner ter wereld, de RMS Titanic.

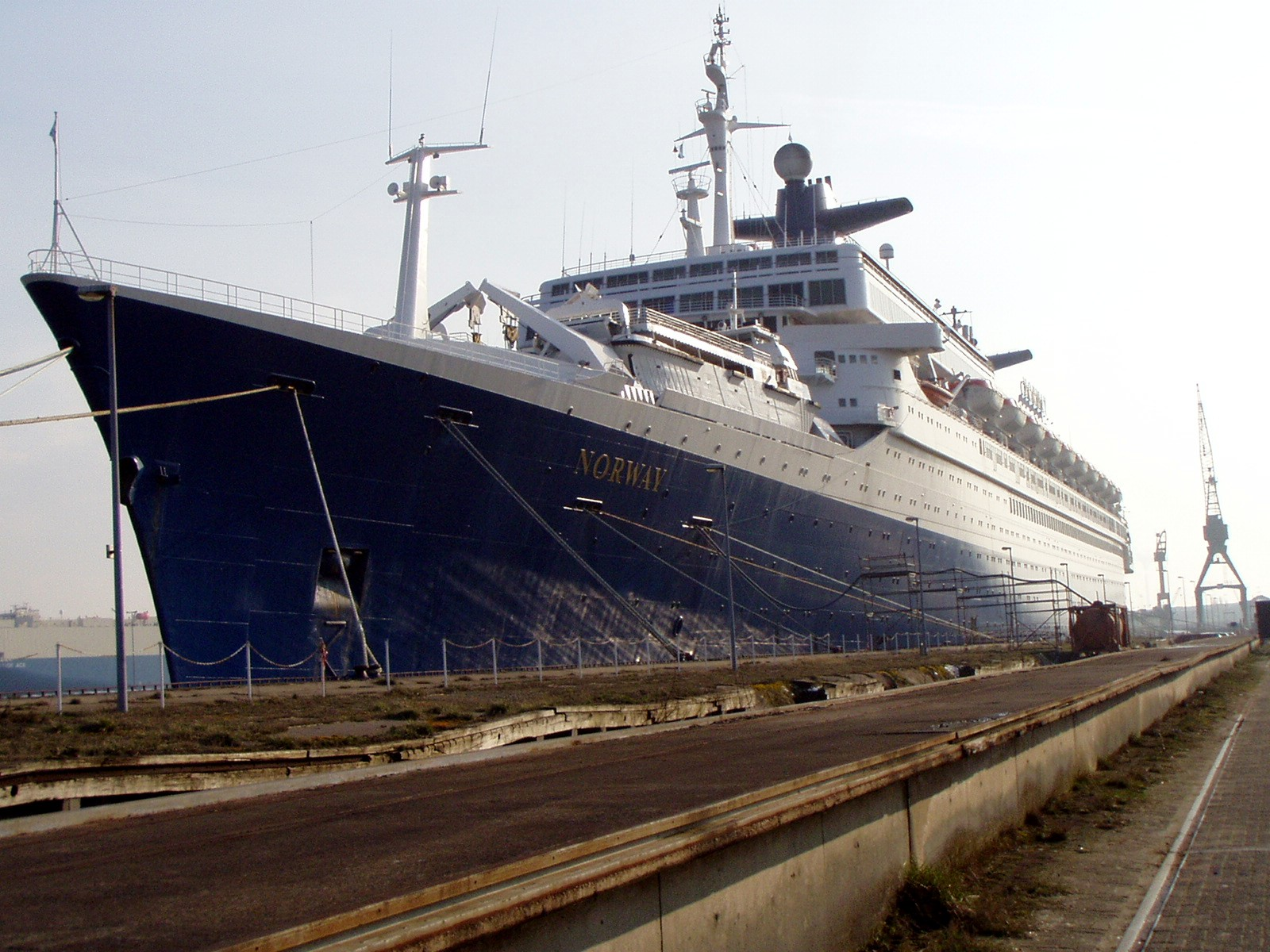
De SS Norway, voorheen bekend als de SS France in de haven van Bremerhaven.

Een oceaanlijner of pakketboot is een passagiersschip dat een regelmatige lijndienst onderhoudt tussen plaatsen van verschillende continenten. De trans-Atlantische lijners zijn vooral bekend geworden door de luxe en grandeur aan boord (voor de eerste klas passagiers). De schepen streden ook jarenlang om de Blauwe wimpel, het snelheidsrecord voor de oversteek tussen New York en Bishop Rock in Zuidwest-Engeland.
Dit soort schepen is sinds de opkomst van het vliegtuig in aantal sterk achteruitgegaan omdat het vliegtuig sneller is. De oceaanlijners bedienen een meer recreatief georiënteerd publiek dat vooral lijkt op de markt van de cruiseschepen.

## Geschiedenis
Tot het begin van de negentiende eeuw waren zeilschepen de enige optie om de oceaan over te steken. Met de komst van stoomschepen werd het mogelijk om sneller en onafhankelijk van het weer zeereizen te maken. De SS Great Western, gebouwd door Isambard Kingdom Brunel, betekende in 1837 een doorbraak. Dit schip beschikte over stoommachines en 4 masten met zeilen. Het schip stak de oceaan over in 15 dagen.
In 1840 begon de Cunard Line de eerste reguliere lijndienst met de RMS Britannia. De RMS Oceanic van de White Star Line was een volgende stap in de trans-Atlantische reizen. Het schip had eersteklascabines met grote patrijspoorten, elektriciteit en stromend water.
De periode tussen het einde van de negentiende eeuw en het begin van de Tweede Wereldoorlog wordt ook wel de Golden age van de oceaanlijners genoemd. Door de grote emigratie vanuit Europa naar Noord-Amerika nam de concurrentie sterk toe. Hierdoor werden schepen sneller, comfortabeler en luxueuzer.

## Huidige oceaanlijners in de wereld
In 2025 zijn er nog 15 oceaanlijners in de wereld.

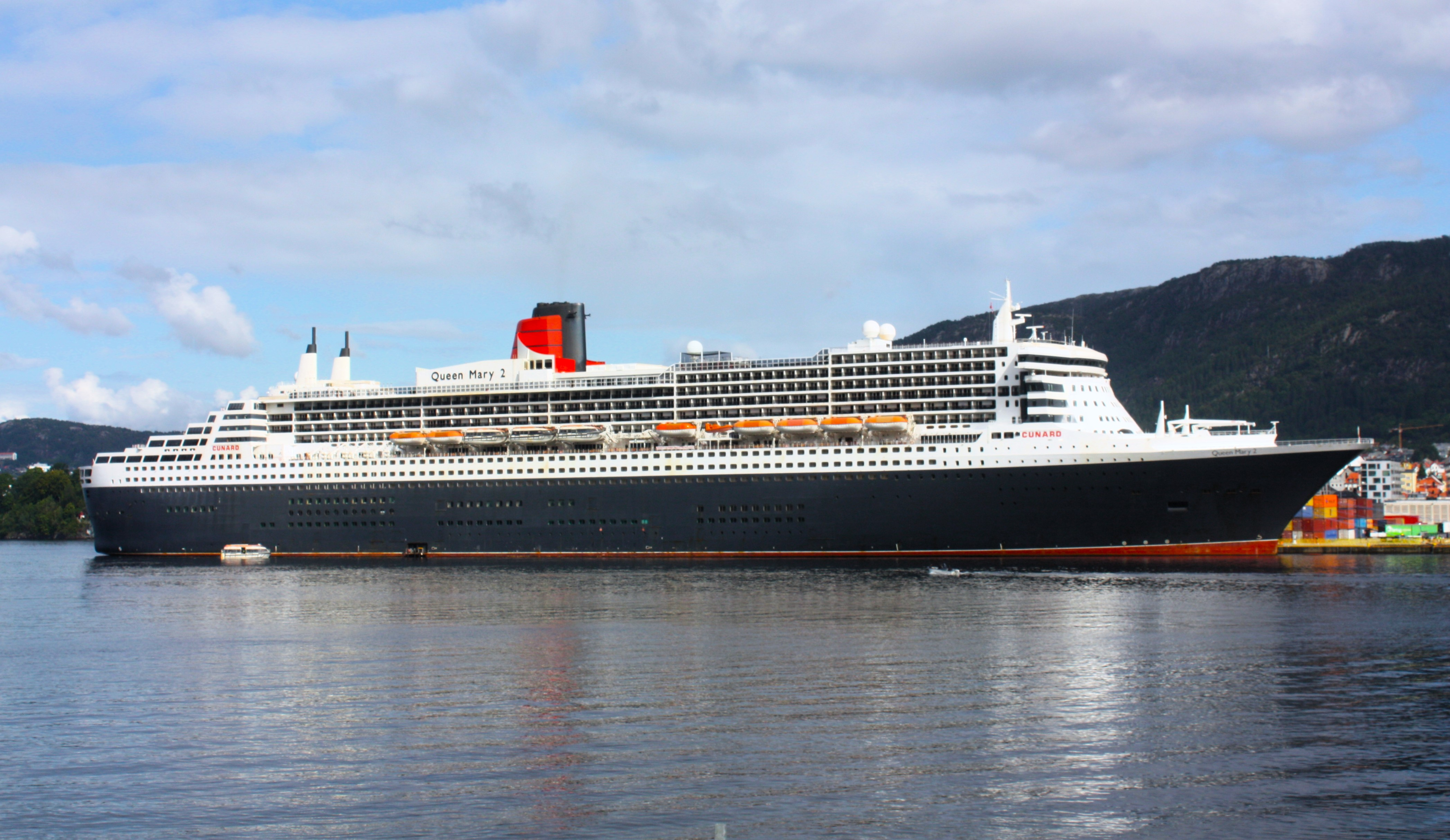
In 2025 is de Queen Mary 2 de enige oceaanlijner die nog in de vaart is.

RMS Queen Mary 2 - De RMS Queen Mary 2 van Cunard Line is de enige oceaanlijner die nog steeds in de vaart is. Het is ook de grootste oceaanlijner ooit gebouwd.
RMS Queen Mary - RMS Queen Mary was ooit de grootste en snelste oceaanlijner ter wereld. Het overleefde de Tweede Wereldoorlog en werd zelfs getroffen door een golf van 30 meter hoog. Het schip ging uiteindelijk in 1967 met pensioen. Het wordt nu bewaard als museum- en hotelschip in Long Beach, Californië.
SS United States - SS United States blijft de snelste oceaanlijner ooit gebouwd. Nadat het in 1969 met pensioen ging, kende het verschillende eigenaren. Het werd in 2011 door de SSUSC gekocht en ligt nu in Philadelphia. In september 2024 werd bekend dat het schip zou worden ontruimd.
SS Rotterdam - SS Rotterdam was het laatste grote Nederlandse ‘staatsschip’. Sinds 2010 ligt het als hotelschip in Rotterdam.
SS Great Britain - SS Great Britain was na voltooiing de grootste en snelste oceaanlijner. Het is ook de oudste oceaanlijner die nog steeds bestaat. Het schip is bewaard gebleven als museumschip in Lissabon.
RMS Queen Elizabeth 2 - De Queen Elizabeth 2 van Cunard Line had in zijn 39-jarige carrière 2,5 miljoen passagiers vervoerd. Het wordt sinds 2018 bewaard als museum- en hotelschip in Dubai.
MS Stockholm - MS Stockholm is het meest bekend vanwege de botsing met SS Andrea Doria in 1956. Het onderging 10 naamsveranderingen en heet momenteel MV Astoria. Tegenwoordig ligt het schip nog steeds in Rotterdam, Nederland.
Hikawa Maru - Het schip, bijgenaamd ‘The Queen of the Pacific’, wordt bewaard als museum in Naka-ku, Yokohama.
MV Funchal - Gebouwd als een Portugese oceaanlijner, de MV Funchal besloeg zijn carrière bijna 60 jaar. Tegenwoordig wacht het op de ombouw tot hotelschip in Lissabon, Portugal.
SS Medina - Het had het record als 's werelds oudste actieve zeegaande passagiersschip, dat dienst deed van 1914 tot 2009. Tegenwoordig heet het MV Doulos Phos en is het bewaard gebleven als hotelschip.
MS Ancerville - Gebouwd als een Franse oceaanlijner, werd het in 1973 omgedoopt tot Minghua. Sinds 2013 ligt ze bewaard als hotelschip in Shenzhen, China.
MV Moonta - Het schip werd omgedoopt tot MV Lydiaen strandde als toeristische attractie in Le Barcares, Frankrijk.
MV Yaohua - Het was het eerste speciaal gebouwde passagiersschip voor de Volksrepubliek China. In 1987 werd het gekocht en omgedoopt tot Orient Princess. Er werd een drijvende toeristische attractie van gemaakt. Na 2010 is er niet veel meer bekend over dit schip.
Brazil Maru - Brazil Maru diende achttien jaar lang op de Japanse emigratieroute naar Zuid-Amerika. Vandaag ligt het schip als restaurant op het strand in Zhanjiang, China.
NS Savannah - NS Savannah was het eerste nucleair aangedreven koopvaardijschip. Tegenwoordig wordt het bewaard als museumschip in Baltimore, Maryland.